# Face ocidental da Catedral de Nidaros

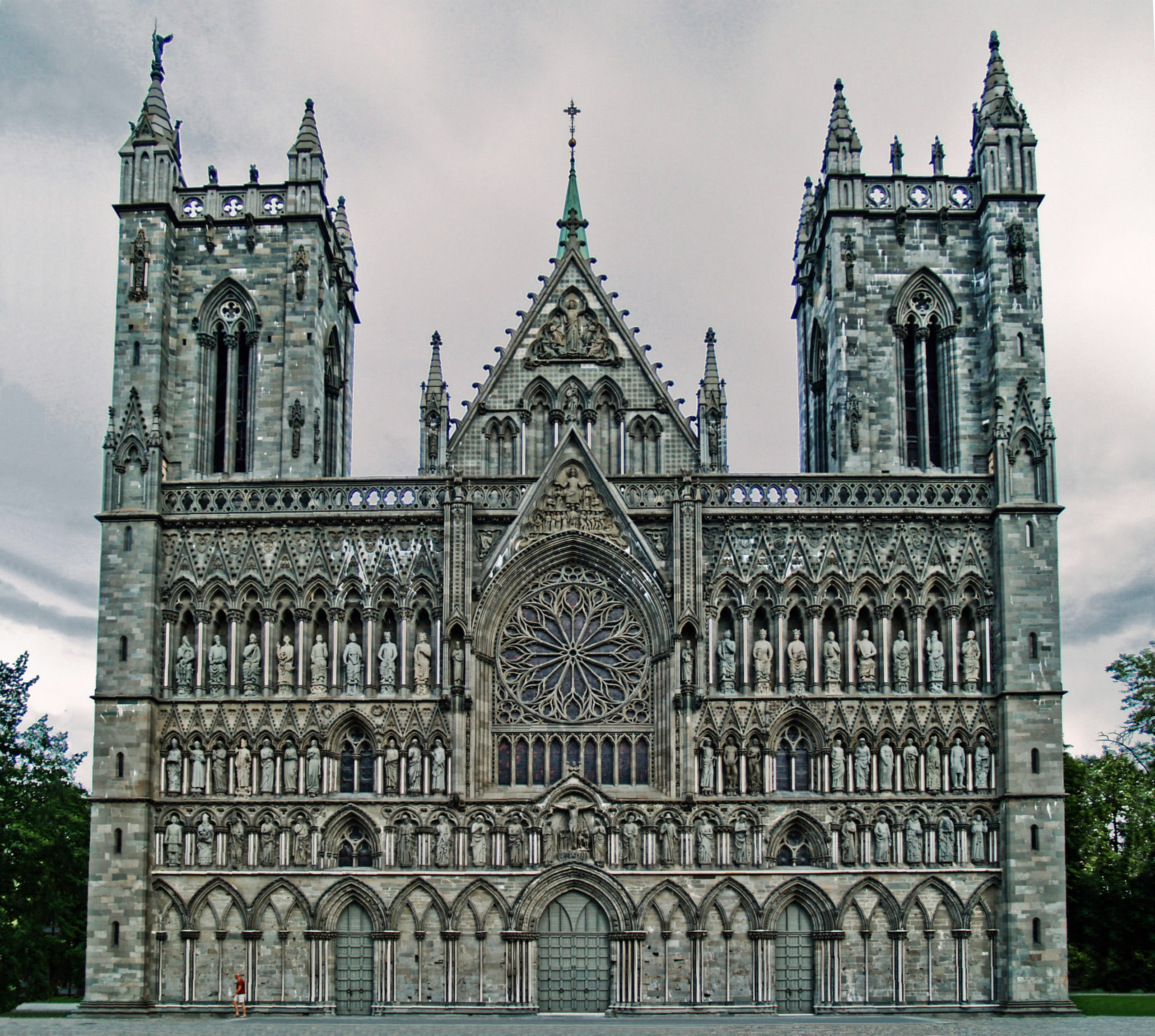
Face Ocidental da Catedral de Nidaros

A Face Ocidental da Catedral de Nidaros (Nidarosdomens Vestfront), que inclui várias esculturas, foi a última parte da Catedral de Nidaros em Trondheim, Noruega a ser restaurada. Esta é a fachada principal da catedral e uma das partes mais bonitas e ornamentadas da igreja. A restauração da estrutura da fachada oeste ocorreu de 1901 a 1969, e a última estátua foi erguida em 1983. Essa parte da igreja é também a mais recente das construções originais da catedral; O arcebispo Sigurd Eindrideson lançou a pedra fundamental para essa frente em 1248. A construção ainda não estava completa quando a igreja foi queimada em 1328. O projeto original para a face oeste não é conhecido, mas pode-se supor que nunca foi construído conforme planos originais; é razoável supor que uma fachada semelhante à usada em outros locais foi modelo para esta. Frontais eram frequentemente retangulares e serviam de cobertura para dissimular as demais partes da igreja. Catedrais inglesas do mesmo período, entre outras como a Catedral de Lincoln, a Catedral de Wells e a Catedral de Salisbury, têm frontais semelhantes. A fachada oeste antiga tinha três entradas e era flanqueada por duas torres menores de cada lado da fachada..

## Reconstrução

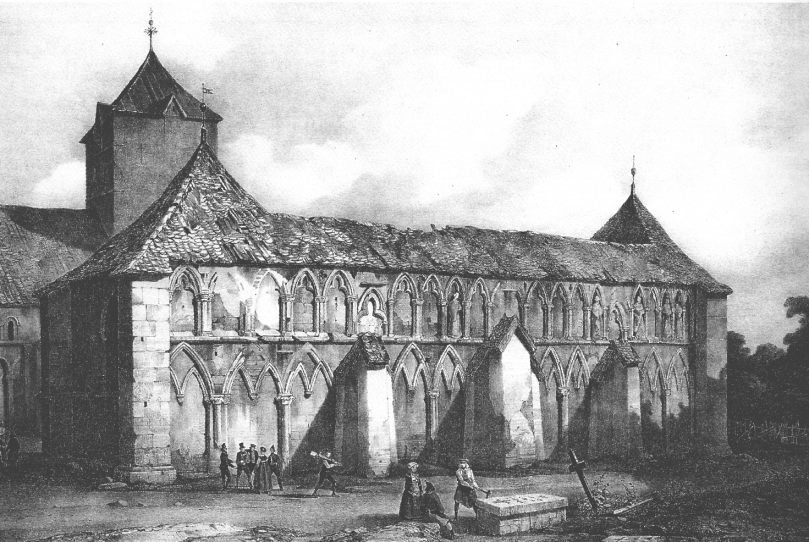
Face Ocidental antes da restauração

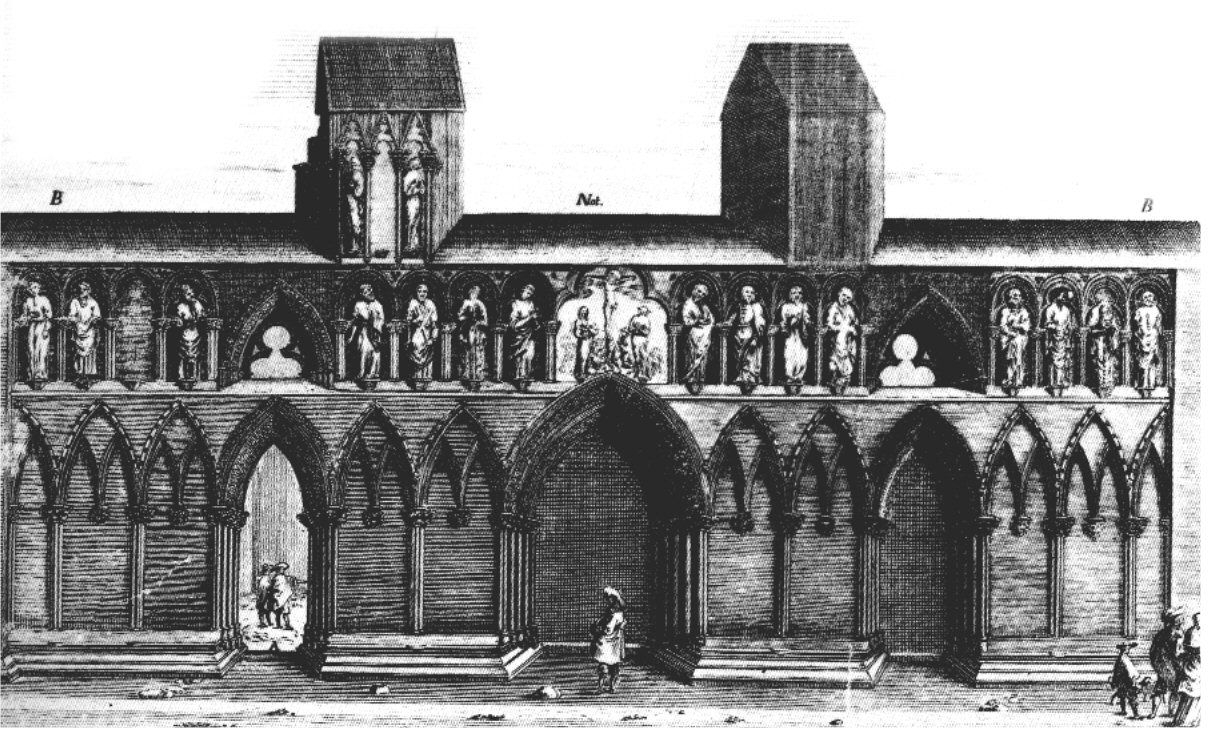
Impressão de Maschius - 1661

De toda a restauração da Catedral de Nidaros, a reconstrução da frente oeste provocou o maior debate. A Catedral Nidaros não tinha sido bem mantida e a fachada oeste (frontal) estava entre as partes mais deterioradas da igreja em 1869. A dificuldade na restauração foi exacerbada pelo fato de que era a porção da igreja mais complexa, menos documentada, portanto, a mais difícil de reconstruir. A condição inicial era tão ruim que muitos profissionais se opuseram a qualquer tentativa de restaurar sem uma total reconstrução.
Há alguma documentação bem limitada da frente oeste, como foi reconstruída após o incêndio em 1328 e incêndios posteriores. A mais antiga representação conhecida da frente oeste é uma impressão preparada por Jacob Mortensson Maschius (~ 1630-78) de 1661, que mostra dois andares completos e parte do terceiro andar. Evidências indicam que havia uma janela no terceiro andar, como na catedral de Lincoln. Ali está inserida uma rosácea em estilo gótico. Fontes escritas documentam que a Catedral de Nidaros tinha tal rosácea.
... portanto, haffuer e o rei Olavo III da Noruega dirigiram a construção de uma imponente rosácea na empena da catedral, a qual haffuer com veneração dourou com o melhor ouro.
Absalon Pederssøn Beyer (1528–75) registrou por volta de 1560. Gunnar Danbolt (1940–) citando uma fonte diferente de 1500 em seu livro Nidarosdomen, fra Kristkirke til nasjonalmonument (Nidarosdomen, da igreja cristã ao monumento nacional) publicado em, observou:
......na empena da igreja há uma grande rosácea formada de pedra, com acamento em ouro, dentro do centro havendo uma grande pedra vermelha, colocada de tal modo que, comquando o o sol brilhava ali, não se podia fixar os olhos para a glória que ali brilhava...
Há um tipo de "karfunkelsten" ou carbuncle (um antigo termo para qualquer tipo para pedras preciosas vermelhas) no centro dessa janela (rosácea), a qual tradicionalmente representa o Cristo.

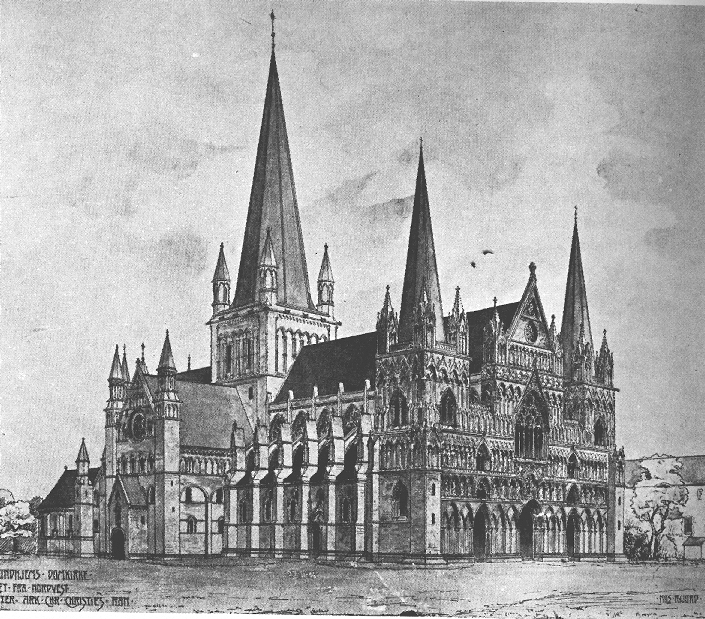
Proposta de Nils Ryjord 1907

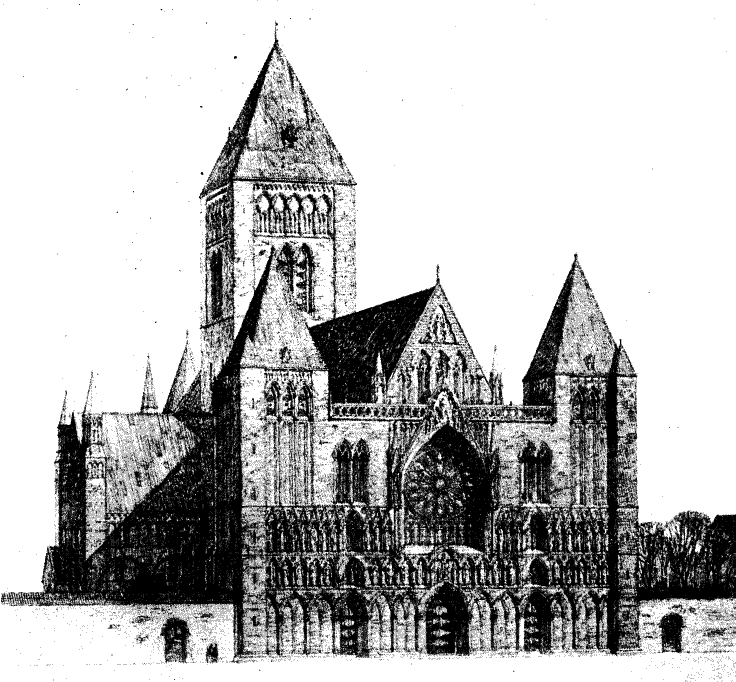
Proposta de Nordhagen 1916

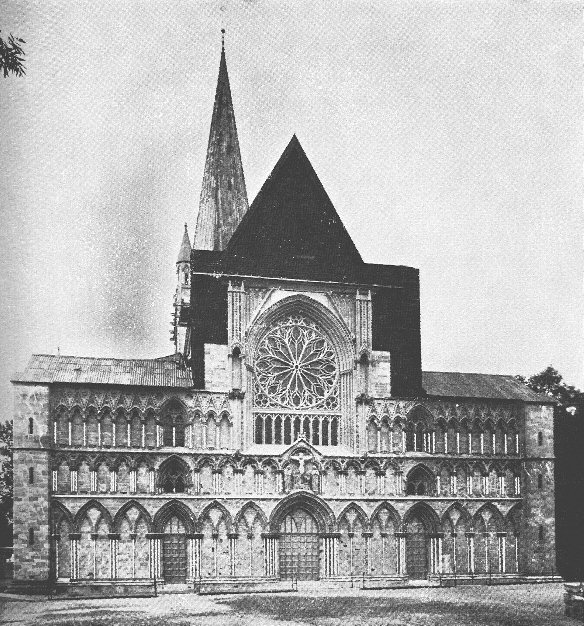
A face oeste sendo restaurada em 1930

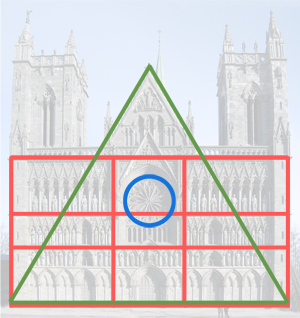
Geometria da frente oeste

### Arquiteto Christian Christie
Como havia documentação limitada sobre o layout original da fachada oeste, houve uma extensa discussão sobre o que era apropriado para a restauração em 1903. O arquiteto da catedral, Christian Christie, não tinha certeza se o estilo gótico ou uma estrutura prática e funcional era preferível. Em seu esboço de 1903, a face oeste não incluía uma rosácea, pela que ele foi submetido a críticas.
A restauração da frente ocidental não começou antes de sua morte em 1906.

### Arquiteto Olaf Nordhagen
Após a morte de Christies, uma competição arquitetônica foi realizada para o design da frente oeste e o primeiro prêmio compartilhado foi para Olaf Nordhagen e Henrik Bull. Em 1909, Nordhagen foi contratado, e seu esboço da fachada oeste, preparado em 1913, que continha a tela frontal, a rosácea e a torre lateral, foi aprovado pelo  Parlamento da Noruega. No entanto, em 1915 ele fez mudanças radicais nos desenhos, enquanto o historiador Macody Lund propôs uma configuração completamente diferente para a face e empena oeste, com base na proporção áurea. Esse conflito de pontos de vista levou a atrasos significativos na restauração, culminando na convocação de uma comissão internacional de especialistas, que rejeitou a abordagem proposta por Macody Lunds em 1923. Em 1930, cinco anos após a morte de Nordhagen, apenas os três primeiros andares e a rosácea foram concluídos.

### Arquiteto Helge Thiis
In 1929, a new architectural competition was held, and the proposal that won,  Kongespeilet was prepared by Helge Thiis. This started the last phase in the restoration of the west front. Thiis was appointed as the cathedral architect, a position he held from 1930 until his death in 1972. He believed that the work on the west front was essentially an artistic exercise in the spirit and form of Gothic architecture and of the Church as a whole, than a reconstruction. His work has much in common with Nordhagen's approved sketch, and represents the west front as it appears today.

## Construção
Concluiu-se que a frente deveria ser construída seguindo um sistema proporcional rítmico: "As estátuas sentadas têm a mesma altura que a primeira série pictórica, os nichos profundos como segunda série pictórica e a altura da faixa de cornija sob o piso real até a ponta do arco é igual a duas vezes a menor altura ". As dimensões das linhas de base da tela retangular são baseadas no princípio da razão áurea. As duas colunas de cada lado da janela rosácea são colocadas de acordo com esse princípio, a mesma é a posição das delineações horizontais entre a segunda e a terceira e entre a terceira e a quarta aberturas de alcova. Essas linhas são mais claramente visíveis nas torres laterais.
A linha de base retangular também fornece a linha de base de um triângulo equilátero com um vértice na frente do frontão oeste, que foi concluído em 1963. A rosácea rosa forma um círculo no triângulo. Um círculo num triângulo equilátero é muitas vezes considerado como o símbolo do "olho de Deus"."

## Rosácea

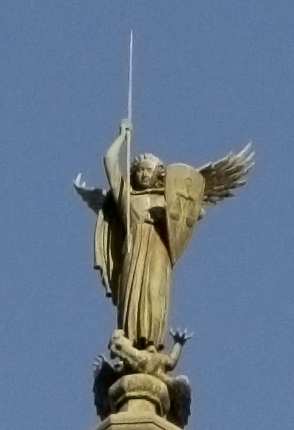
Arcanjo Miguel

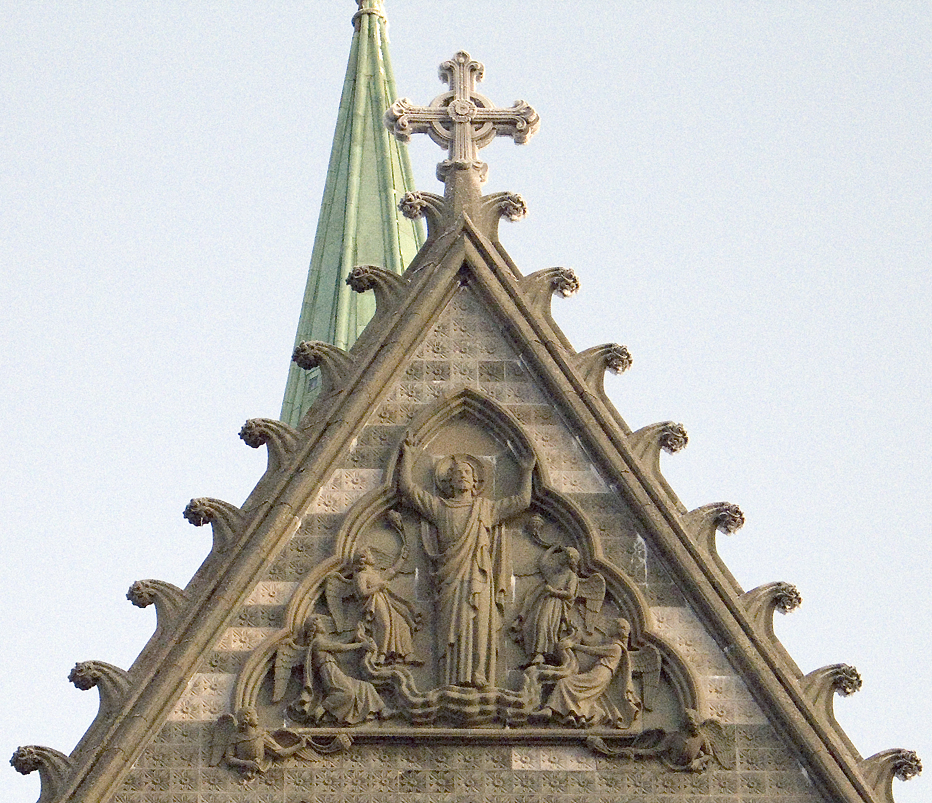
The relief Kristus i triumf (Cristo triunfante) na empena da face oeste

O relevo "Dommedag" (juízo final) acima da rosácea

Nenhum dos vitrais originais da Catedral de Nidaros estava intacto quando o trabalho de restauração começou em 1869. O conceito seguido foi reconstruir a igreja em estilo gótico e, como resultado, os novos vitrais também devem ter temas medievais padrão. Em 1907, o arquiteto Gabriel Kielland (1871-1960) venceu uma competição de novas imagens para a empena sul da Catedral de Nidaros. Além disso, Kielland entregou propostas para todas as janelas da igreja e recebeu a comissão para criar os vitrais. As pinturas são imagens iconográficas que foram produzidas em colaboração com Oluf Kolsrud (1885-1945), professor de história da igreja. Os temas são das histórias da Bíblia e das lendas de Santos, as janelas no lado norte da igreja têm um fundo azul e mostram predominantemente cenas do Antigo Testamento, as janelas no lado sul da igreja têm um fundo vermelho e mostram uma imagem correspondente. Há o predomínio de cenas do Novo Testamento, enquanto o motivo de rosácea que enfrenta o pôr do sol (oeste), simboliza o dia do juízo final. O layout estrutural da rosácea seguiu o desenho da catedral Arquiteto Olaf Nordhagen, e o diâmetro é construído em torno de uma simetria óctupla, com as partes mais internas proporcionadas de tal forma que o diâmetro é formado por 16 folhas.
A janela expressa como as coisas saem de Cristo e convergem de volta para ele no dia do juízo final. No meio está uma joia vermelha, que simboliza Cristo. Os raios para fora representam chamas amarelas em um fundo azul. Anjos estão localizados no final de cada chama; aqueles na metade superior estão cantando e tocando enquanto os da metade inferior são seis alados. No anel mais externo estão os anjos do julgamento. Entre os anjos do juízo estão os símbolos dos quatro evangelistas. No canto superior esquerdo está Mateus (evangelista) como um anjo com um pergaminho escrito. No canto superior direito está João (evangelista) representado como uma águia. No canto inferior direito está Lucas (evangelista) como um boi. No canto inferior esquerdo está Marcos (evangelista) como um leão. O vidro pintado na janela consiste em mais de 10.000 peças. A rosácea foi apresentada como um presente das mulheres da Noruega para o aniversário de São Olavo em 1930: Foi concluída no mesmo ano e é considerada como obra-prima de Kielland como um anjo com um pergaminho escrito. . O vidro pintado na janela consiste em mais de 10.000 peças. A rosácea foi apresentada como um presente das mulheres da Noruega para o aniversário de St. Olav em 1930, foi concluída no mesmo ano e é considerada como obra-prima de Kielland.

## Esculturas
As esculturas da face frontal foram desenvolvidas a partir dos desenhos de Maschius, na suposição e em pura fantasia. Originalmente, a parede frontal flanqueda por duas torres laterais e possuía uma série de esculturas. As poucas originais que sobreviveram mostravam uma inspiração da francesa, então, atribuível à catedral de Reims. As filhas de esculturas já existentes - apenas a última filiação sobreviveu ao fogo e à decadência do final da Idade Média; as cinco esculturas são em más condições. Estas esculturas estão agora no museu do Palácio do Arcebispo em Trondheim. O trabalho nas esculturas começou em 1929. Como esculturas retratam os personagens bíblicos e históricos. Não se sabe quantas fileiras de esculturas originalmente existiam - apenas a última fileira sobreviveu ao fogo e à decadência do final da Idade Média; as cinco esculturas restantes estão em más condições. Estas esculturas estão agora no museu no Palácio do Arcebispo. O trabalho nas esculturas começou em 1929. As esculturas retratam personagens bíblicos e históricos.
As duas linhas inferiores de escultura, propostas pelo Professor Oluf Kolsrud em 1928, baseiam-se na gravura de Jacob Maschius. Kolsrud foi um consultor histórico sobre a restauração da igreja e preparou uma iconografia para as esculturas. Sua proposta de colocar estátuas no "piso real" - embora sem evidência de precedente histórico - foi aprovada em 1935. Supunha-se que as esculturas medievais eram baseadas em modelos vivos e, em grande medida, esse conceito é aplicado ao novo modelo de esculturas. Assim, a escultura do bispo Sigurd tomou emprestados recursos do poeta Aasmund Olavsson Vinje, e a estátua de Kristofer Leirdal do Arcanjo Miguel no topo da torre noroeste foi baseada, segundo o escultor, no rosto de Bob Dylan - inspirada pela oposição de Dylan a a Guerra do Vietnã. [3]
Acima da fileira de reis, no topo de cada coluna que separa os nichos contendo esculturas de reis e profetas do Antigo Testamento, há esculturas menores que simbolizam os doze meses em um ano. Estas pequenas esculturas, em estilo gótico, foram modeladas por Odd Hilt em 1937-1938 e representam diferentes tarefas apropriadas ao mês correspondente do ano. Apenas um deles, a escultura de setembro representando a colheita da maçã, é fêmea. Figuras semelhantes, apropriadas para os meses, podem ser encontradas em várias grandes catedrais européias da Idade Média, especialmente na França.
Acima da fileira de reis, no topo de cada coluna que separa os nichos contendo esculturas de reis e profetas do Antigo Testamento, há esculturas menores que simbolizam os doze meses em um ano. Estas pequenas esculturas, em estilo, foram modeladas por Odd Hilt em 1937-1938 e representam diferentes tarefas apropriadas para o mês correspondente do ano. Apenas um deles, a escultura de setembro representando a colheita, é fêmea. Figuras semelhantes, apropriadas para os meses, podem ser encontradas em várias grandes catedrais européias da Idade Média, especialmente na França.
O eixo central da frente oeste é dominado por Jesus Cristo, a quem a Catedral de Nidaros é dedicada. Cristo compreende o tronco de uma árvore, e as fileiras de esculturas representam os ramos da árvore. No fundo do eixo do meio encontra-se um grupo esculpido de motivos da crucificação - o Cristo crucificado é baseado em um modelo de Wilhelm Rasmussen. Acima da rosácea. No topo da empena oeste está um alívio com Cristo triunfante - o Cristo transfigurado, projetado por Kristofer Leirdalen. Danbolt discute essas esculturas em seus trabalhos sobre Nidarosdomen, observando que:

A crucificação representa a possibilidade de salvação. Na seqüência do dia do juízo final, fica claro como essa possibilidade é desenvolvida. E "Cristo triunfante" atrai nossa atenção para o céu, o que representa novamente a realização da possibilidade de salvação. Isso ilustra o segundo artigo da declaração cristã da fé: "Cristo ressuscitou."
As esculturas se distribuem do centro para cada lado. A linha superior contém as imagens dos ancestrais espirituais e físicos de Cristo. A linha do meio mostra o Jardim do Éden (Expulsão do Paraíso) e a Anunciação, em lados opostos da rosácea, bem como os santos noruegueses e suas virtudes. A última fileira de esculturas mostra os apóstolos, juntamente com os santos e reis que espalharam o cristianismo por toda a Europa.
Além disso, a fachada ocidental é repleta de esculturas, máscaras, anjos, gárgulas) e uma grande coleção de fauna: ursos, burros, lefantes, galos e abelhas. Esta riqueza de escultura destina-se a representar o trabalho divino da criação de Deus. Além disso, há relevos, ornamentos, arcos e colunas encimadas por capitéiss ornamentadas e ricamente entalhadas. Helge Thiis disse que "nenhum olho humano pode observar a partir do solo indo para o topo todos os ricos detalhes presentes nessa Igreja".
Muitos dos principais escultores da Noruega se uniram para criar a fachada ocidental, trabalhando por várias décadas. Estes incluem Gustav Vigeland (1869-1943), Wilhelm Rasmussen (1879-1965), Dyre Vaa (1903-1980), Stinius Fredriksen (1902-1977), Nic Schiøll (1901-1984), Arne Kvibergskaar, Odd Hilt (1915-1986), Knut Skinnarland (1909-1993), Tom Thiis Schjetne (1928-), Sivert Donali (1931-), Kristofer Leirdal (1915-2010), Arnold Haukeland (1920-1983), Anne Raknes (1914-2001) ), Helge Thiis e August Albertsen.

### Detalhes
|  |  |  |  |  |  |  |  |

| Linha de cima: reis e profetas do Antigo Testamento |  | | |  |  |  |  |
| Os Reis e Profetas do Reino de Judá que profetizaram a vinda do Cristo - os ancestrais espirituais e físicos de Cristo. A série inclui cinco Profetas e três Reis de cada lado. Além disso, João Batista e Moisés são encontrados nos nichos menores de cada lado da rosácea. |  | | |  |  |  |  |
| |  | | 1. Patriarca Abraão Abraão foi um descendente de Noé, e o sacrifício de seu filho Isaac é visto na teologia cristã como um precursor do sacrifício de Cristo. A escultura foi moldada por Knut Skinnarland e esculpida por Steffen Krogstad e mostra Abraham levantando uma faca contra Isaac. O motivo mostra uma ovelha, o que acabou sendo aceito como um substituto para um sacrifício humano. 2. Profeta Samuel Samuel foi o primeiro e um dos Profetas mais importantes mencionados na Bíblia. Foi ele quem ungiu David como rei de Israel. A escultura de Samuel, modelada por Kristofer Leirdal, mostra uma faca na mão direita e um cordeiro para ser sacrificado à esquerda. Foi esculpida por Leirdal juntamente com Josef Ankile. 3. Profeta Isaías Isaías foi um Profeta que viveu durante os tempos dos Reis Uzias Jotão de Judá Acaz e Ezequias. É baseada num modelo de Stinius Fredriksen, e carrega um graveto em cada mão, um símbolo das profecias do Livro de Isaías, o qual marca a vinda do Messias como um descendente de um ramo da família de Rei. Steffen Krogstad foi responsável por esculpir a imagem. |  |  |  |  |
| 4. Profeta Ezequiel Ezequiel é um dos quatro grandes Profetas bíblicos. Ele foi preso na Babilônia e foi um grande místico e vidente. A imagem retrata o Profeta com duas rodas na mão, entrelaçadas uma com a outra, um motivo do Livro de Ezequiel. Foi desenhado por Tone Thiis Schjetne e esculpido por Gunnar Sundet. 5. Profeta Jonas O Livro de Jonas conta que Jonas desafiou a palavra de Deus e foi punido para ser engolido por uma baleia, onde viveu por três dias e três noites. Sua experiência é vista como um prenúncio da morte e ressurreição de Jesus. A escultura é um projeto de Odd Hilt, e esculpida por Per Jensen e Erling Ola Moumen Nygård em 1982. Na base, uma baleia é representada. 6. Rei David Rei David é um dos principais personagens do Antigo Testamento e na tradição cristã, um ancestral de Jesus. Kristofer Leirdal desenhou sua imagem com uma harpa nas mãos para simbolizar seu interesse pela música. Na base há um templo com o Leão de Judá na entrada. A peça foi esculpida por Gunnar Sundet entre 1973 e 1976. |  | | |  |  |  |  |
| |  | | 7. Rei Jeosafá Jeosafá foi Rei de Judá e um dos anciãos de Jesus mencionado no Evangelho de Mateus. Jeosafá, que possuía um cetro, foi modelado por Kristofer Leirdalen e talhado por Bård Sagfjæra, 8. Rei Ezequias Ezequias foi considerado como um dos mais proeminentes Reis de Judá. Em suas mãos segura um cetro, e a seus pés há uma imagem baseada no Segundo Livro de Reis 19:35, onde Ezequias, auxiliado por Deus, defendeu seu Reino contra os assírios E aconteceu naquela noite que o anjo do SENHOR saiu e feriu no arraial dos assírios uma centena e oitenta e cinco mil; e quando os homens se levantaram de manhã cedo, eis que todos eles eram corpos mortos.A estátua foi projetada por Knut Skinnarland e a escultura é obra de Ola Moum. 9. João Batista profetizou a vinda do Messias. Sua estátua, baseada em um modelo de Knut Skinnarland, mostra João usando um manto de camelo e segurando seu peito Agnus Dei, o Cordeiro de Deus, simbolizando o derramamento do Sangue de Cristo (tire os pecados do mundo - (Cf. João 1: 29). Gunnar Sundet esculpiu esta estátua. |  |  |  |  |
| |  | | |  |  |  |  |
| 10. Moisés Moisés foi um líder religioso, legislador e Profeta hebreu a quem a autoria do Pentateuco é tradicionalmente atribuída. É retratado segurando as tábuas de pedra que contêm os Dez Mandamentos, que lhe foi dada por Javé no Monte Sinai (Exodo 19:23). O modelo é o trabalho de Arnold Haukeland, e a estátua é esculpida por Axel Rönninge. 11. Rei Josias Josias foi Rei de Judá que é lembrado por ter destruído todos vestígios de idolatria do Reino . Ele reintroduziu a celebração da Páscoa depois de muitos anos dessa ausência. A estátua foi modelada por Knut Skinnarland e esculpida por Per Jensen. Na base, o abate do cordeiro para o feriado da Páscoa é mostrado. 12. Rei Azarias Azarias foi um dos reis mais proeminentes de Judá, tanto política como militarmente. Na mão direita ele segura uma torre de defesa, que simboliza a defesa de Jerusalém. A estátua foi criada por Sivert Donali e tem como modelo a aparência do arqueólogo Gerhard Fischer, o qual que realizou pesquisas na Catedral de Nidaros por vários anos. Na base há mulheres trabalhando, o que representa o trabalho de apoio feito pela esposa de Fischer, Dorothea Fischer, na catedral, já que seu marido sofria de acrofobia. Axel Rönninge foi responsável por esculpir o trabalho. |  | | |  |  |  |  |
| |  | | 13. Rei Salomão O Rei Salomãoer a um governante de Israel que foi considerado um homem muito sábio. Era filho de Rei David; Reis e rainhas vinham de todo o mundo para ouvir seus conselhos. Na imagem ele segura um templo, uma alusão à sua construção do Templo de Jerusalém. Na base há uma cena do famoso julgamento de Salomão, com duas mulheres alegando maternidade de filho único. É baseado em um modelo por Stinius Fredriksen e esculpido por Steffen Krogstad. 14.Profeta Zacarias Zacarias oi um dos doze Profetas menores da Bíblia. Após o exílio na Babilônia, ele foi uma força motriz por trás da reconstrução do Templo de Jerusalém, razão pela qual sua estátua tem um templo na base. Ele também profetizou a vinda do Messias, pobre e montado nas costas de um jumento. A imagem do Profeta segura "a pedra com os sete olhos". Sivert Donali é responsável pelo modelo e a escultura foi o trabalho de Jan Ankile. 15. Profeta Daniel Daniel foi um proeminente Profeta.(365/5000 A autoria do livro de Daniel é uma questão de debate entre os cristãos. Um ponto de vista sustenta que o trabalho foi escrito por um profeta chamado Daniel, que viveu durante o sexto século aC. Outros estudiosos da Bíblia afirmam que o livro foi redigido em meados do século II aC e que a maioria das previsões do livro se refere a eventos que já haviam ocorrido) e intérprete de sonhos na Babilônia. Ele profetizou o Reino do Messias e sua vitória sobre os Reinos da Terra. Sua imagem, por Odd Hilt, foi projetada mostrando pergaminho em sua mão, enquanto a base representa Daniel na cova dos leões. Foi esculpida por Rolf Johansen. |  |  |  |  |
| 16. Profeta Jeremias Jeremias sofreu muito como resultado de suas profecias sobre a queda de Jerusalém e seu sofrimento é visto como um prenúncio do tormento de Jesus. Ele viveu na época em que o Templo de Salomão foi destruído e a Judéia caiu nas mãos de Babilônia. A escultura o representa segurando uma cruz com halo diante de seu peito - um símbolo de Jesus Cristo. Na base, a cena que mostra seu apedrejamento pode ser encontrada. A escultura foi baseada em um modelo de Sivert Donali como esculpida por Ola Moumen. 17. Profeta Elias O Profeta Elias é um dos Profetas mais notáveis, lembrado por ter subido ao céu a bordo de uma carruagem de fogo puxada por cavalos também de fogo num redemoinho (fenômeno atmosférico). Isso é visto como prenunciando a Ascensão de Cristo. Essa cena aparece no pedestal sobre o qual a estátua repousa. Baseia-se num desenho de Fredriksen Stinius, tal como esculpido por Per Jensen.. 18. Patriarca Jacó Jacó era filho de Rebeca e Isaac e irmão gêmeo de Esaú. Suas mãos seguram a escada que apareceu em seu sonho, que subiu ao céu e sobre a qual os anjos subiram e desceram, um tema bíblico comum na Idade Média. Jacó, cego e em seu leito de morte, abençoou Efraim diante de seu irmão mais velho, Manassés, riorizando Efraim sobre Manassés, colocando as mãos em forma de cruz durante a bênção. Isso foi interpretado como significando que Jesus na cruz iria substituir o povo pecador por um novo povo de Deus. A base mostra a cena da luta entre Jacó e um anjo. A imagem foi moldada por Sivert Donali e esculpida por Gunnar Sundet. |  | | |  |  |  |  |
| Linha do meio: Santos noruegueses (esquerda) |  | | |  |  |  |  |
| |  | 19. Arcebispo Øystein O arcebispo São Øystein foi um dos principais impulsionadores da construção da Catedral de Nidaros, inspirada na gótica Catedral de Canterbury. Ele nasceu por volta de 1120, morreu em 1188 e foi declarado um Santo em 1229. Na escultura, o arcebispo Øystein possui um modelo da catedral em miniatura em suas mãos. A estátua foi baseada em um modelo de Stinius Fredriksen e esculpida por Fredriksen Stinius por Oscar Lynum. 20. São Hallvard Hallvard é um santo norueguês, patrono da cidade de Oslo. Nascido por volta de 1020, ele foi morto por ajudar uma mulher fugitiva, um evento que por tradição ocorreu em 15 de maio de 1043. Seu corpo foi afundado no Drammensfjord com uma pedra amarrada em seu pescoço, mas ele milagrosamente saiu vivo ainda com a pedra em volta de seu o pescoço. Ele foi considerado um mártir e canonizado como um santo. A escultura é baseada em um modelo de Nic Schiøll e foi esculpida por Jakob Skaufel, representando o santo com as flechas e uma roda de moinho característica de seu trabalho. | |  |  |  |  |
| 21. Santa Sunniva Santa Sunniva foi uma princesa irlandesa que fugiu para a Noruega, onde foi morta pelos inimigos de Rei Olavo I da Noruega no século X. Ela foi a primeira santa canonizada da Noruega e uma figura central para a cristianização do país. Stinius Fredriksen, que desenhou a escultura, representou-a com uma pedra nas mãos. A imagem foi esculpida por Gunnar Olsen 22. Santo Olavo Olavo I da Noruega foi um rei da Noruega que morreu na Batalha de Stiklestad em 1030 enquanto promovia fortemente o cristianismo na Noruega. Após sua morte, seu túmulo foi aberto e o corpo foi encontrado incorrupto. Ele foi canonizado em 1031 e depois enterrado no local que atualmente é o altar principal da Catedral de Nidaros. Ele é um importante santo nórdico. Sua estátua é mostrada com um machado de guerra em uma das mãos e uma Orbe na outra. A escultura de Olavo está sobre uma criatura em forma de dragão com uma cabeça humana, representando o paganismo. É um design de Stinius Fredriksen talhado por Per Jensen. |  | | |  |  |  |  |
| No lado esquerdo das esculturas em forma de roseta estão três mulheres, representando três virtudes teológicas: Fé, Esperança e Caridade. Essas virtudes fornecem a basem caracterizam e encorajam a moralidade cristã. As virtudes teologais estão relacionadas com as quatro virtudes cardinais localizadas no lado direito da rosácea da catedral.. |  | | |  |  |  |  |
| |  | | |  |  |  |  |
| |  | | 23. Caridade é a virtude pela qual amamos a Deus acima de tudo e ao próximo como a nós mesmos. E agora permanecem fé, esperança e caridade, estes três: mas o maior deles é a caridade. (Coríntios 13:13). A imagem da caridade foi baseada em um modelo de Odd Hilt e esculpida por Johannes Opdahl. 24. Esperança é a virtude daqueles que anseiam pelo Reino do Céu e pela vida eterna, assim como aqueles que acreditam nas promessas de Cristo e na ajuda divina. Esperança é baseada num modelo de Arnold Haukeland, foi esculpida por Arfinn Weiseth. 25. Fé é a virtude daqueles que acreditam na palavra e nas revelações de Deus. A estátua segura uma cruz com a mão colada ao peito. É o trabalho baseado em um modelo por Stinius Fredriksen como esculpido por Gunnar Olsen. |  |  |  |  |
| A Anunciação foi o momento em que Maria recebeu a notícia de que ela seria a mãe de Jesus. Isso representa o oposto da expulsão do paraíso, que aparece no lado oposto da rosácea. A aliança com Deus foi quebrada pela expulsão, mas o contato foi restabelecido através da Anunciação. O grupo de esculturas é baseado em um modelo de Stinius Fredriksen. |  | | |  |  |  |  |
| |  | | |  |  |  |  |
| 26. Profeta Isaias Isaías previu o nascimento de Jesus: "Portanto, o próprio Senhor vos dará um sinal: eis que uma virgem conceberá; ela terá um filho e seu nome será Emanuel". (Isaías 7, 14). A estátua é baseada num modelo de Stinius Fredriksen e talhada por Gunnar Olsen. 27. Arcanjo Gabriel O Arcanjo Gabriel veio para Maria. E o anjo lhe disse: Não temas, Maria, porque achaste graça diante de Deus. E eis que tu conceberás em teu ventre, e darás à luz um filho e chamarás o seu nome Jesus. (Lucas 1, 30-31).< imagem foi esculpida pr Arne Kvidbergskår. 28. Virgem Maria foi escolhida por Deus para carregar seu filho. Ela aceitou e contribuiu como serva do Senhor de maneira exemplar para cumprir os planos de Deus. Maria é contrastada com Eva no oposto da rosácea: enquanto Eva foi seduzida pelo pecado, Maria seguiu a vontade de Deus e restaurou o dano do pecado original. A estátua é baseada em um modelo de Stinius Fredriksen e talhada por Oscar Lynum. |  | | |  |  |  |  |
| O grupo de esculturas expulsão do paraíso está localizado logo à direita da rosácea, do outro lado da Anunciação, do lado esquerdo. O pecado e a expulsão foram revertidos pelo nascimento e crucificação de Jesus. As três esculturas desta série foram baseadas em modelos de Nic Schiøll. |  | | |  |  |  |  |
| |  | | |  |  |  |  |
| |  | | 29. Anjos ou querubins são mostrados guardando os portões do paraíso com base na história da expulsão: Então ele expulsou o homem; e ele colocou a leste do jardim do Éden querubins, e uma espada flamejante que se virou para todos os lados, para guardar o caminho da árvore da vida. A estátua é baseada em um modelo de Nic. Schiøll como esculpida por Arne Kvidbergskår. 30. Adão Após a expulsão do paraíso, Deus disse a Adão: "Porque deste ouvidos à voz de tua mulher e comeste da árvore de sobre que te ordenei, dizendo: Não comerás dela: amaldiçoada é a terra por amor de ti, com tristeza dela comerás todos os dias da tua vida "(Gênesis 3:17). A estátua foi modelada por Nic. Schiøll, mostrando Adão cobrindo-se com uma folha de parreira, e a seus pés está uma representação de [Árvore do Conhecimento do Bem e do Mal como esculpida por Jakob Skaufel. 31. Eva A serpente seduziu Eva que ela comesser da árvore do conhecimento. "... quando a mulher viu que a árvore era boa para sercomida, e que era agradável aos olhos, e uma árvore a desejar para tornar-se sábia, ela tomou do seu fruto, e comeu, e a deu também para seu marido com ela; e ele a comeu... A estátua foi baseada em um modelo de Nic. Schiøll e esculpido por Gunnar Olsen. |  |  |  |  |
| Do lado direito da fila do meio estão as quatro virtudes cardinais representadas por mulheres simplesmente vestidas. Estas virtudes humanas estão relacionadas com o São que aparecem na mesma fila de esculturas. Eles também são mencionados em Efésios 5, 9: '... o fruto do Espírito está em toda a bondade e retidão e verdade. Elas complementam as esculturas para o lado esquerdo da rosácea, que são três mulheres representando as três virtudes teológicas. As quatro esculturas são baseadas em modelos desenvolvidos e esculpidos por Odd Hilt. |  | | |  |  |  |  |
| |  | | |  |  |  |  |
| 32. Verdade A virtude da verdade se estende à honestidade e sinceridade em relação à realidade. A estátua da verdade é representada como uma mulher que levanta a mão em juramento, é baseada em um modelo de Odd Hilt como esculpida por Ola Moumen. 33. Compaixão é uma das virtudes cristãs e está relacionada à justiça e moralidade. A escultura é uma mulher de braços abertos, baseada em um modelo de Odd Hilt como esculpida por Jakob Skaufel.. 34. Paz é a ausência de conflito e a estátua traz uma folha de palmeira na mão, símbolo da paz, mas também da vitória do cristianismo. A estátua é baseada em um modelo de Odd Hilt talhado por Oscar Lynum. 35. Justiça é uma das quatro virtudes cardinais e segue uma vida moralmente correta. A estátua carrega uma espada e uma balança, os símbolos tradicionais da justiça. A estátua é baseada em um modelo de Odd Hilt talhado por Josef Ankile. |  | | |  |  |  |  |
| Linha do meio: Santos Noruegueses (lado direito) |  | | |  |  |  |  |
| |  | | 36. Bispo Torlak Bispo Thorlákr Thorhallsson é o santo nacional da Islândia. Nasceu em 1133 e foi nomeado bispo para a Islândia em 1174 pelo arcebispo Øystein. Morreu em 1193 e foi declarado um Santo pelo Althing em 1198. A estátua de São Torlaco foi baseado num modelo de Anne Raknes e rrepresentado com um livro em sua mão esquerda (um sinal de sua erudição) enquanto assinava uma bênção com a mão direita. Aos seus pés, um homem está sendo espezinhado pelo bispo, em alusão à luta que Torlaco lançou contra os chefes pagãos locais. A escultura foi esculpida por Gunnar Olsen. 37. São Magno Magnus Erlendsson foi o Earl das Órcades no início do século XII, sendo considerado o santo nacional das ilhas. Nascido por volta de 1076, ele era um homem conhecido por sua piedade. Sua morte pela ação traiçoeira de Haakon Paulsson em 1115 foi considerada um martírio. Foi canonizado muito mais tarde, em 1898. A Catedral de São Magno em Kirkwall, Escócia é dedicada a ele. A escultura foi modelada por Stinius Fredriksen e esculpida por Oscar Lynum. 38. Bispo Erlend Erlendur foi bispo das Ilhas Faroe de 1269 até sua morte em 1308. Ele é uma figura importante na história das ilhas, e o fundador da diocese de Kirkjubøur. Sua estátua é baseada em um modelo de Odd Hilt, executado por Oscar Lynum. |  |  |  |  |
| Linha inferior: Reis e Santos Evangelistas (direita) |  | | |  |  |  |  |
| |  | | |  |  |  |  |
| 39. Olavo Tryggvason Olavo I da Noruega nasceu por volta de 968 e morreu na batalha de Svolder em 1000. Ele é considerado o primeiro Rei cristão da Noruega. Ele também fundou a cidade de Nidaros (hoje Trondheim) em 997, onde construiu uma igreja. Entre os pés da estátua pode-se ver a cabeça de Tormod Kark, um escravo que matou seu mestre pagão, Haakon Jarl. A estátua é baseada em um modelo de Stinius Fredriksen como esculpido por Gunnar Sundet. 40. Bispo Sigurd O bispo Sigurd veio com Olav Tryggvason, da Inglaterra, cristianizar o país e foi o primeiro a canonizar um santo norueguês, Santa Sunniva. Segundo a tradição, o evangelista seguiu para a Suécia, onde seus três sobrinhos foram decapitados e suas cabeças dispostas em uma tigela e jogadas no rio. A estátua do bispo Sigurd traz na mão uma tigela com três cabeças. De acordo com a lenda, ele as encontrou flutuando na água, e eles lhe contaram sobre o ato cruel. As características do bispo Sigurd são modeladas por Dyre Vaa baseadas no poeta norueguês Aasmund Olavsson Vinje. As cabeças têm a aparência dos arquitetos instrumentais na reconstrução da catedral: Gudolf Blakstad, Herman Munthe-Kaas e Helge Thiis. A estátua foi esculpida por Kristofer Leirdal. 41. São Clemente O Papa Clemente I, também conhecido como "São Clemente de Roma", foi um dos primeiros bispos de Roma. Ele foi o primeiro Padre Apostólico da igreja cristã primitiva. Ele foi martirizado, sendo jogado no mar com uma âncora presa ao pescoço. É o santo patrono dos marinheiros e a primeira igreja na Noruega, construída em Nidaros, foi dedicada a ele. A estátua é baseada em um modelo de Dyre Vaa com as características do poeta da nynorsk Olav Aukrust, conforme esculpido por Tore Skjørestad. |  | | |  |  |  |  |
| Linha inferior: Apóstolos (esquerda) |  | | |  |  |  |  |
| |  | | 42. São Filipe Filipe (apóstolo) ou São Filipe foi um dos primeiros seguidores de Jesus e missionário na Ásia Menor. Ele é representado com uma cruz latina nas mãos. A estátua é baseada em um modelo de Nic. Schiøll como esculpido por Josef Ankile. 43. ' São Tomé Tomé, o Apóstolo é conhecido por sua relutância em aceitar a ressurreição de Jesus. Segundo a lenda, ele pregou na Índia, onde fundou uma igreja. Ele carrega na mão uma régua de construtor. A estátua é baseada em um modelo de Stinius Fredriksen, esculpida por Jakob Skaufel. 44. São Bartolomeu Bartolomeu, o Apóstolo foi uma testemunha do Jesus ressuscitado, bem como testemunha da Ascensão. É representado uma faca numa mão e uma pele humana na outra, um símbolo de que foi esfolado vivo. A estátua é baseada em um modelo de Arne Kvidbergskår como esculpida por Josef Ankile. |  |  |  |  |
| 45. Santo André André, o Apóstolo era o irmão de Pedro e um dos primeiros seguidores de Jesus. Em suas mãos ele segura uma cruz na forma de X, simbolizando que ele foi crucificado por sua fé. A estátua é baseada em um modelo de Stinius Fredriksen baseado em um trabalho anterior na gravura de Macshius de 1661, e foi esculpida por Tore Skjærestad e Arne Kvidbergskår. 46. São João João, o Apóstolo era o discípulo mais jovem e um dos mais próximos de Jesus. A escultura, que representa João com um livro em suas mãos, é uma cópia restaurada de uma obra que remonta ao período medieval (por volta de 1270 a 1300) sendo uma das poucas preservadas da catedral original e é considerada a obra-prima da arte gótica da Noruega. A estátua é baseada em uma reconstrução de Kristofer Leirdal como esculpida por Odd Kalvå. O original está no museu do Palácio do Arcebispo de Trondheim. 47. São Pedro Pedro, o Apóstolo foi um líder da primitica igreja Cristã], que aparece proeminentemente no Novo Testamento (Evangelhos) e Atos dos Apóstolos. Segundo relatos bíblicos, ele foi um dos Doze Apóstolos, escolhido por Jesus. Ele foi o primeiro papa, fundador da primeira sede do cristianismo em Roma. Ele segura as chaves do céu em sua mão direita. A estátua é baseada em um modelo de Stinius Fredriksen, esculpida por Tore Skjørestad. |  | | |  |  |  |  |
| Linha inferior (centro): crucifixação |  | | |  |  |  |  |
| |  | | 48. Grupo Crucificação: Maria, Jesus e João Este grupo de escultura da crucificação está localizado logo abaixo da rosácea e consiste em imagens de Maria, Jesus e São João. O Cristo crucificado é o primeiro dos três grupos no eixo central da frente ocidental, que também consiste no dia do juízo e no Cristo Triunfante no topo alto. É uma reconstrução de um trabalho medieval semelhante. A estátua foi um presente do Rei Haakon VII da Noruega e da Rainha Maud em comemoração de sua coroação em 1906> Foi baseado em um modelo por Wilhelm Rasmussen como esculpido por Tore Skjørestad. |  |  |  |  |
| Linha inferior: Apóstolos (direita) |  | | |  |  |  |  |
| 49. São Paulo Paulo de Tarso, junto com São Pedro, é considerado um dos principais apóstolos. Embora a princípio ele fosse um perseguidor de cristãos, mais tarde se tornou o primeiro grande missionário e escreveu a maioria das epístolas [do Novo Testamento]. Ele é representado com um livro e uma espada em suas mãos, o último atributo por conta de seu martírio em Roma. A estátua é baseada em um modelo de Nic Schiøll como esculpido por Jakob Skaufel. 50. Santiago Maior foi pregador e mártir do cristianismo. A tradição cristã coloca seus restos em Santiago de Compostela. Sua imagem é um projeto de Nic Schiøll e mostra ao apóstolo o vestido de peregrino com um saco de conchas vieiras. A estátua foi esculpida por Jakob Ankile. 51. Apóstolo Simão Simão, o Zelote era pregador no Egito e companheiro de São Judas na Pérsia e na Armênia. A imagem, na representação iconográfica tradicional, mostra uma serra de carpinteiro na mão. A estátua é baseada em um modelo de Stinius Fredriksen, esculpido por Oscar Lynum. |  | | |  |  |  |  |
| |  | | 52. São Mateus foi coletor de impostos antes de se tornar um dos discípulos de Jesus e um dos quatro evangelistas. Terminou seus dias como um mártir na Etiópia. A escultura é uma reconstrução das poucas esculturas originais que foram preservadas. A estátua original estava faltando a cabeça e as mãos quando a reconstrução começou, e hoje pode ser visto no Palácio do Arcebispo]. A estátua substituta é baseada em um modelo de Stinius Fredriksen, esculpido por Gunnar Olsen. 53. São Tiago Menor A mãe de Tiago, filho de Alfeu era meio-irmã da Virgem Maria e irmão de São Judas. Acredita-se que ele foi o primeiro bispo de Jerusalém. Foi espancado até a morte com porretes por uma multidão; isso é representado pelo bastão que ele carrega na mão. É uma das poucas estátuas que permaneceu desde os tempos antigos. A estátua foi esculpida por Arne Kvidbergskår. A estátua original datada de cerca de 1270-1300 e agora está no Palácio do Arcebispo. 54. São Judas Tadeu Judas Tadeu era um dos parentes de Jesus. É creditado com a autoria da última epístola do Novo Testamento e, portanto, é representado com um livro na mão. A estátua é baseada em um modelo de Nic Schiøll, esculpido por Oscar Lynum. |  |  |  |  |
| Linha inferior (direita): Reis e Santos Evangelizadores |  | | |  |  |  |  |
| |  | | |  |  |  |  |
| 55. São Nicácio Nicácio foi arcebispo de Reims, e foi decapitado pelos vândalos nos degraus de sua igreja em 407. A estátua é baseada em um modelo reconstruído por Stinius Fredriksen (baseado no torso da estátua original) como esculpida por Josef Ankile. Os restos da estátua original estão no museu do Palácio do Arcebispo nas proximidades. 56. São Dinis é o santo patrono da França e serviu como bispo de Paris. Ele foi martirizado por decapitação em Montmartre em 258 e de acordo com a Lenda Dourada, depois que sua cabeça foi cortada, Denis a pegou e caminhou três quilômetros, pregando um sermão o caminho inteiro. Ele é mostrado carregando a cabeça. A escultura é uma cópia de uma das poucas obras originais e, juntamente com a imagem de São João, é considerada uma das maiores obras de arte gótica da Noruega. A estátua foi esculpida por Josef Ankile com base no original que fica no museu do Palácio do Arcebispo nas proximidades. 57. São Francisco de Assis renunciou a sua riqueza para fundar a ordem mendicante dos franciscanos no século XIII. Na escultura ele carrega o hábito de seu monge simples. A estátua foi esculpida por Johannes Opdahl. |  | | |  |  |  |  |